# Bumbar (projektil)
Bumbar je prijenosni protutenkovski raketni sustav kratkog dometa koji je razvijen i proizveden u Srbiji.

## Opis
Bumbar je protutenkovsko oružje koje je 2005. dizajnirao srpski Vojno-tehnološki institut (VTI). Riječ je o žičano navođenom, prijenosnom i kratko-dometnom raketnom sustavu u borbi protiv oklopnih ciljeva na kopnu. Nakon što raketa izađe iz lansera, uključuje se lansirni raketni motor što omogućava korištenje Bumbara u skućenim prostorima, primjerice u urbanom ratovanju. Također, Bumbar ima i mogućnost korištenja tijekom noći.
Prilikom leta, raketa se kreće prema jedinstvenom sustavu potisnog momenta. Sam projektil pokreću dva glavna raketna motora koji se nalaze u sredini tijela rakete. S raketom se upravlja putem žice te kroz nju operater šalje projektilu signale o kretanju rakete, npr. može izvesti korekciju leta putem jedne od dvije lopatice na raketi. Također, projektil je "otporan" na neprijateljske elektroničke protumjere. Tu su i korištenje matričnog senzora SSD, računalo za brzu obradu slike i dr.
Prema općem dizajnu, Bumbar je sličan francusko-kanadskom protutenkovsom projektilu ERYX. Međutim, tvrtka MBDA koja proizvodi ERYX nikad nije Jugoslaviji ili Srbiji isporučila tehničku dokumentaciju o svojem projektilu. Sve ključne komponente kod Bumbara je razvio srpski Vojno-tehnološki institut dok ga proizvodi tvrtka Krušik.